# 고금

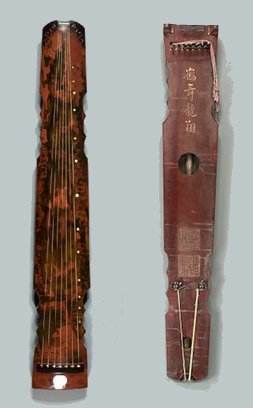
금의 앞뒷면.

금(琴)은 7개 현으로 이루어진 중국 전통의 발현악기다. 가장 오래된 중국 전통악기에 속한다. 비슷한 발현악기들과 구분하기 위해 고금(古琴), 칠현금(七絃琴)이라고도 한다.
칠현금은 등현이 길고 일현다음의 발현악기이다. 공명함은 하나이기 때문에 면판이 곡 지판이다.
음구가 악기 뒷면에 위치한다. 음색은 매우 독특하고 무거우며 운율이 은은하고 길다.
밴드 악기 중 베이스에 해당되지만 리듬만을 강조해서 연주하지는 않는다. 칠현금은 클래식 악기인 비올라처럼 저음의 무겁고 강하고 깊이있는 소리를 낸다. 기원전 6세기의 중국 고대서적에 유백아와 종자기의 칠현금 이야기가 나온다. 춘추시대에 보편적으로 칠현금이 사용되었다는 것을 알 수 있다.
삼국사기에 진(晋)나라에서 고구려에 칠현금을 보냈다는 기록이 있다. 당시에 악기는 전해졌으나 타는 법과 성음(聲音)을 아무도 알지 못하였는데 왕산악(王山岳)이라는 사람이 거문고로 개량하고 100여 곡을 지어서 연주하였다고 전해지고 있다. 고려 예종 때 일현금, 삼현금, 오현금, 칠현금, 구현금이 송나라에서 들어다. 조선 시대에는 오현금과 칠현금만 사용되었다. 아악의 등가에 편성되어 각종 제향에 사용되었다.

## 같이 보기
- 슬 (악기)
- 고토 (악기)